# Inger Manne
Inger Elisabet Manne, född Rodhe 31 mars 1911 i Kramfors, död 24 november 2008 i Vasa församling, Göteborg, var en svensk målare.

## Biografi
Inger Manne studerade måleri i perioder under åren 1947–1957 för Per Lindekrantz. Hon medverkade flera gånger i Göteborgs konstförenings Decemberutställning på Göteborgs Konsthall och i sommarutställningarna med Göteborgskonstnärer på Nya mässhuset i Göteborg. Separat ställde hon ut på Galerie S:t Nikolaus i Stockholm. Hennes konst består av stilleben, porträtt, figurer och landskap.

### Familj
Manne var dotter till kamrer Esaias Rodhe och Mia Nosslin samt från 1937 gift med försäkringstjänstemannen Erik A. Manne (1896–1965). Hon blev mor till Rolf Manne.
Inger Manne är gravsatt i familjegraven på Östra kyrkogården, Göteborg.